# Новоградковка
Новоградковка (укр. Новоградківка,) — село, относится к Овидиопольскому району Одесской области Украины. Население по переписи 2001 года составляло 1865 человек. Почтовый индекс — 67830. Телефонный код — 4851. Занимает площадь 1,61 км². Код КОАТУУ — 5123783001..

## История

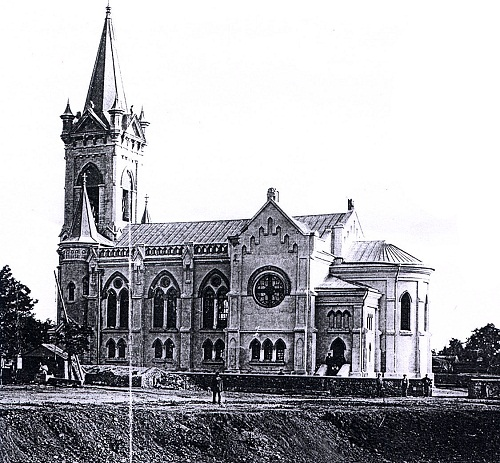
Лютеранская кирха

Лютеранско-баптистское село Нейбург, основано в 1805. Основатели — 65 немецкие семьи из Вюртемберга и Венгрии. К 1806 осталось 29 семей, остальные умерли от инфекционных болезней. В 1806—1807 прибыли ещё 42 семьи из Вюртемберга и Венгрии. Лютеранская церковь (1905), баптистcкий молельный дом. В 1926 г. имелись кооперативная лавка, начальная школа, сельсовет. В период коллективизации организован колхоз им. Ворошилова. Жители выселены в Вартегау 29.03.1944 г.
В 1945 г. Указом ПВС УССР село Нейбург переименовано в Новоградковку.

## Местный совет
67830, Одесская обл., Овидиопольский р-н, с. Новоградковка, пр. Днестровский, 1